# 里沃修道院

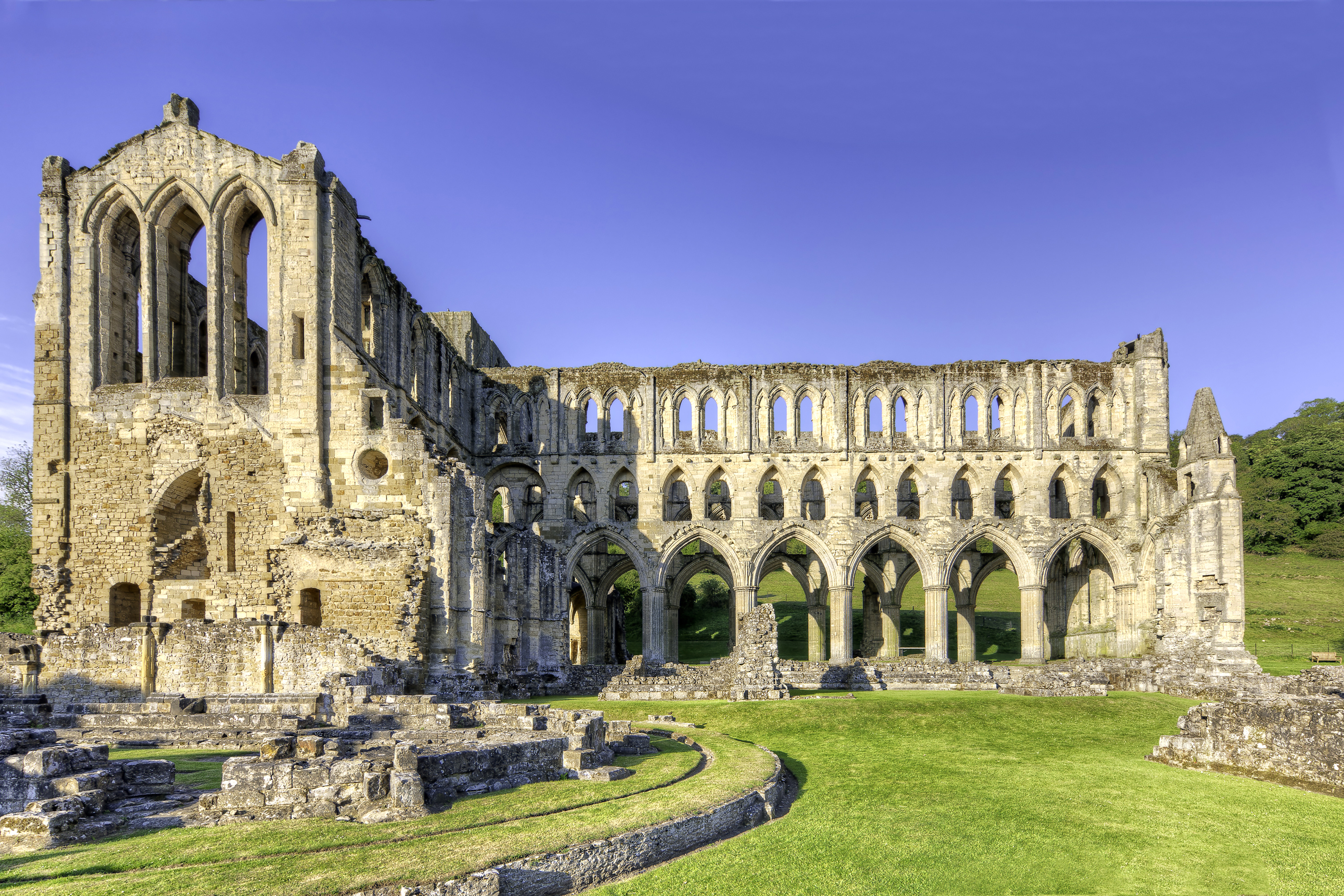

里沃修道院（英語：Rievaulx Abbey，/riːˈvoʊ/ ree-VOH）是位於英國英格蘭的一座熙篤會修道院遺跡，位於北約克沼澤國家公園內。這座修道院在亨利八世解散修道院之前是英格蘭規模最大的修道院之一。現在該修道院是一個旅遊景點，由英格蘭遺產所有並維護。

## 外部連結
- Official English Heritage site （页面存档备份，存于）
- Catholic Encyclopedia article （页面存档备份，存于）